# ヴァニャ・ブキリッチ
ヴァニャ・ブキリッチ（Vanja Bukilić、1999年6月13日 - ）はセルビアの女子バレーボール選手。ポジションはオポジット。セルビア代表。

## 来歴
- クラブチーム

ベオグラード出身。2014年、Crvena Zvezdaへ入団。4年間在籍し、2017/18シーズンのセルビア国内リーグでは準優勝した。2018年、アメリカのオハイオ州立大学へ進学。NCAAバレーボール選手権大会などに出場した。2022年、ノースカロライナ州立大学へ編入した。卒業後の2023年5月、韓国Vリーグのトライアウトにて韓国道路公社ハイパスへの入団が発表され、2023/24シーズンの韓国Vリーグでは全選手3位の935得点を上げる活躍をみせた。2024年5月、大田正官庄レッドスパークスへ移籍することが発表された。
- 代表チーム

アンダーカテゴリーの代表として、2016年のU-19欧州選手権で銀メダルを獲得した。2017年、U-21世界選手権に出場した。2021年、シニア代表に初選出された。2024年、若手主体で挑んだネーションズリーグでは12試合で133得点をあげエースとして活躍した。

## 球歴
- ネーションズリーグ - 2021年、2024年

## 所属クラブ
- Crvena Zvezda（2014-2018年）
- オハイオ州立大学（2018-2022年）
- ノースカロライナ州立大学（2022-2023年）
- 韓国道路公社ハイパス（2023-2024年）
- 大田正官庄レッドスパークス（2024-）